# Rafael Grossi
Rafael Mariano Grossi né le 29 janvier 1961 à Almagro (Buenos Aires) est un diplomate argentin. 
Il est le directeur de l'Agence internationale de l'énergie atomique (AIEA) depuis décembre 2019. Il a été auparavant ambassadeur d'Argentine en Autriche, en Slovénie et en Slovaquie.

## Biographie
Rafael Grossi a fait ses études à l'Université catholique argentine, où il obtient un diplôme en sciences politiques. Il rejoint le ministère des Affaires étrangères d'Argentine en 1985.
Il obtient en 1997 un diplôme, puis un doctorat à l'Institut de hautes études internationales et du développement.
De 1998 à 2002, il dirige l’Ambassade d’Argentine en Belgique et au Luxembourg. Dans le même temps de 1998 à 2001, il est le représentant de l’Argentine auprès de l’OTAN. 
De 2002 à 2007, il est chef de cabinet à l’Organisation pour l’interdiction des armes chimiques (OIAC), à La Haye.
De 2007 à 2009, il est Directeur général des affaires politiques au sein du service diplomatique de l’Argentine.
De 2010 à 2013, il est Sous-Directeur général chargé des politiques et Chef de cabinet à l’AIEA.
En 2013, il est nommé ambassadeur d'Argentine en Autriche et représentant résident de son pays auprès des organisations internationales sises à Vienne.
En août 2019 il est présenté comme candidat de l'Argentine pour le poste de directeur de l'Agence internationale de l'énergie atomique (AIEA), où il est nommé le 2 décembre 2019. C'est le premier directeur de l'organisation originaire d'Amérique latine.
Il participe en mars 2022 aux négociations concernant la sécurité de la centrale nucléaire de Tchernobyl, en rencontrant séparément les ministres des Affaires étrangères respectifs de l'Ukraine et de la Russie, Dmytro Kuleba et Serguei Lavrov, à Antalya en Turquie, en marge des négociations diplomatiques engagées entre les deux pays, pour évoquer la situation de la centrale nucléaire de Zaporijjia,. Fin août 2022, avec une équipe de 14 experts de l'AIEA, il participe à une mission de contrôle de cette centrale.
Outre l'espagnol, sa langue maternelle, Rafael Grossi parle couramment le français et peut s'exprimer en anglais, néerlandais et allemand.

### Famille
Rafael Grossi est marié et a huit enfants.